# Association for Computing Machinery
Association for Computing Machinery(計算機協会)とは、コンピュータの科学と教育に関するテーマ全般を対象にしたコンピュータサイエンス分野の国際学会である。一般に「ACM」の略称で知られている。この分野の学会として世界最大で、会員規模は研究者・専門家から学生までを含めておよそ10万人を擁する。1947年にアメリカ合衆国で創設され、本部はニューヨークに置かれている。
ACMのモットーは、Advancing Computing as a Science & Profession（コンピューティングを科学および専門職として前進させる）である。ACMが主催する「チューリング賞」は計算機科学分野での最高の栄誉とされており、物理や化学の分野でのノーベル賞に相当する権威がある。
日本語では米国計算機学会、国際計算機学会、米国計算機協会、計算機協会とも呼ばれている。

## ACMの表彰一覧
チューリング賞 (The A.M. Turing Award)計算機科学分野に対する特に優れた業績・貢献に対し100万ドルの賞金と共に与えられる。
計算機科学インフォシス財団賞 (ACM Infosys Foundation Award in the Computing Sciences)若手研究者やシステム開発者のすぐれた業績に対し贈られる。受賞者にはインフォシス財団の寄付により15万ドルの賞金が贈られる。
ソフトウェアシステム賞 (Software System Award)優れたソフトウェアシステムの開発者・開発団体に贈られる。
グレース・ホッパー賞 (Grace Murray Hopper Award)35歳以下の若手研究者の単一の業績に対し贈られる。賞金は3万5千ドル。賞の名称はプログラミング言語COBOL開発者の一人グレース・ホッパーの名にちなむ。
アレン・ニューウェル賞 (ACM/AAAI Allen Newell Award)計算機科学分野で優れた功績を残した個人に1万ドルの賞金と共に贈られる。 AAAI (アメリカ人工知能学会) との共同事業である。賞の名称は人工知能研究の第一人者アレン・ニューウェルの名にちなむ。
パリス・カネラキス理論＆実践賞 (Paris Kanellakis Theory and Practice Award)計算機に実践的な影響を与えたすぐれた理論に対して与えられる。賞金は5000ドルであり、賞の名称ともなったデータベース研究者パリス・カネラキスの遺族やいくつかのSIGの寄付による。
カール・カールストローム教育賞 (Karl V. Karlstrom Outstanding Educator Award)計算機科学分野の教育に多大な貢献をしたものに贈られる。賞金は5000ドル。
ユージン・ローラー賞(Eugene L. Lawler Award)計算機科学者による人道的貢献に対して2年に一度与えられる。
博士論文賞 (Doctoral Dissertation Award)すぐれた博士論文に対し贈られる。
ACM貢献賞 (Outstanding Contribution to ACM Award)ACMの活動に対し優れた貢献した人に対して与えられる。
エッカート・モークリー賞 (Eckert-Mauchly Award)すぐれたコンピュータ・アーキテクチャに対して5000ドルの賞金と共に贈られる。 IEEE Computer Societyとの共同事業である。賞の名称は、ENIAC開発者であるジョン・プレスパー・エッカートとジョン・モークリーの名にちなむ。
計算機科学＆工学SIAM/ACM賞 (SIAM/ACM Prize in Computational Science and Engineering)
SIMA (アメリカ応用数理学会) との共同事業である。計算機科学分野において優れた功績をあげた個人に贈られる。
ゴードン・ベル賞 (Gordon Bell Prize)高性能計算 (HPC) 分野の優れた性能の達成に対し与えられる。IEEE Computer Societyとの共同事業。

## SIG (Special Interest Group)
ACMでは具体的な研究分野ごとにSIG (Special Interest Group) と呼ぶ分科会を形成している．各SIGでは分野ごとの国際会議やワークショップの開催，論文誌の編集等を行っている．2007年現在，34のSIGが存在する．
- SIGACCESS (Accessibility and Computing)
- SIGACT (Algorithms and Computation Theory)
- SIGAda (Ada Programming Language)
- SIGAPL (APL Programming Language)
- SIGAPP (Applied Computing)
- SIGARCH (Computer Architecture)
- SIGART (Artificial Intelligence)
- SIGBED (Embedded Systems)
- SIGCAS (Computers and Society)
- SIGCHI (Computer-Human Interaction)
- SIGCOMM (Data Communication)
- SIGCSE (Computer Science Education)
- SIGDA (Design Automation)
- SIGDOC (Design of Communication)
- SIGecom (Electronic Commerce)
- SIGEVO (Genetic and Evolutionary Computation)
- SIGGRAPH (Computer Graphics and Interactive Techniques) - コンピュータグラフィックス
- SIGHPC (High Performance Computing)
- SIGIR (Information Retrieval)
- SIGITE (Information Technology Education)
- SIGKDD (Knowledge Discovery in Data)
- SIGMETRICS (Measurement and Evaluation)
- SIGMICRO (Microarchitecture)
- SIGMIS (Management Information Systems)
- SIGMM (Multimedia)
- SIGMOBILE (Mobility of Systems, Users, Data and Computing)
- SIGMOD (Management of Data) - 大規模データ管理の問題およびデータベース
- SIGOPS (Operating Systems)
- SIGPLAN (Programming Languages)
- SIGSAC (Security, Audit and Control)
- SIGSAM (Symbolic and Algebraic Manipulation)
- SIGSIM (Simulation and Modeling)
- SIGSOFT (Software Engineering)
- SIGUCCS (University and College Computing Services)
- SIGWEB (Hypertext, Hypermedia and Web)